# Jan Kounen

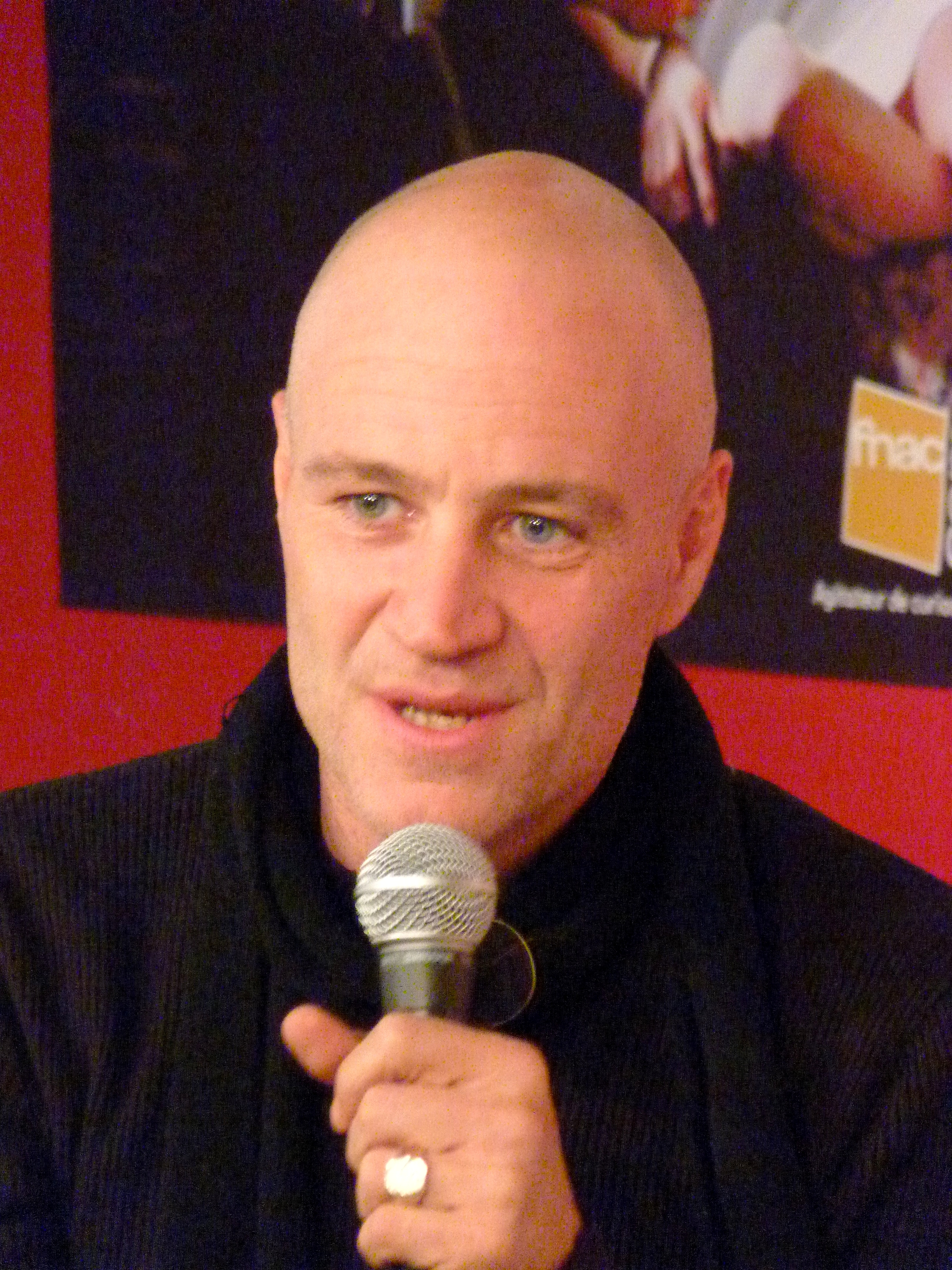
Jan Kounen en 2010

Jan Kounen es un director, productor y guionista francés, nacido el 2 de mayo de 1964 en Utrecht, en los Países Bajos.

## Biografía
Kounen realizó sus estudios en la Escuela de Artes Decorativas de Niza, donde filmó sus primeros cortometrajes. En 1988 obtuvo el Diploma Nacional Superior de Expresión Visual. Rodó en los años 1990 varios comerciales en Francia, Alemania y el Reino Unido, entre estos anuncios de Nueces, Peugeot 806, Tang, Gordon's Gin, Miko, Adidas, Smirnoff, Toyota, Bacardi Rigo, Bass, etc.. Además realizó varios videoclips musicales, cuatro de ellos para la banda Synth pop Erasure.

## Filmografía
- Les aventures de Jeff Blizzard (1986)
- The Broadsword (1986)
- Soft (1986)
- Het journaal (1987)
- Het virus (1987)
- Gisele Kerozene (1989)
- L'âge de plastic (1991)
- Capitaine X (1994)
- Vibroboy (1993)
- Le Dernier Chaperon rouge (1996)
- Dobermann (1997)
- D'autres mondes (2004)
- Another Reality (2003)
- Blueberry (2004)
- Darshan - L'étreinte (2005)
- 8 (segmento) (2006)
- 99 francs (2007)
- Coco Chanel & Igor Stravinsky (2009)
- Les Infidèles (segmento) (2012)
- Vape Wave (2015)
- Mère Océan (2016)
- Mon cousin (2020)